# Johann Friedrich von Pfeiffer
Johann Friedrich von Pfeiffer (Berlino, 1718 – Magonza, 1787) è stato un economista tedesco.
Nel 1780 espose nell'opera L'Antifisiocrate la propensione verso un assolutismo economico che rispetti l'interesse collettivo ed il totale rifiuto della fisiocrazia.
La fama giuntagli dalle sue teorie gli valse nel 1782 una cattedra all'università di Magonza.